# イカリエ-XB1
『イカリエ-XB1』（原題：Ikarie XB-1）は、1963年制作のチェコスロバキアのSF映画。
スタニスワフ・レム原作のSF小説「マゼラン星雲」の映画化。欧米でも大ヒットし、後に『スタートレック』等のSF作品に影響を与えたと言われている。
2016年に4K修復され、同年の第69回カンヌ国際映画祭のカンヌ・クラシックスで上映された。

## あらすじ
2163年、宇宙船イカリエ-XB1は生命探査のため、アルファ・ケンタウリ系へと向かっていた。
その途中、船は漂流中の朽ちた宇宙船を発見し、それが20世紀のものであることが判明する。船内には不可解な死を遂げた乗組員たちの遺体が残されており、更に積まれていた核兵器の爆発により調査に入ったクルーたちが犠牲になる。
その後も旅を続ける船の前に謎のダーク・スターが現れる。クルーたちは極度の疲労感に襲われ次々と眠りに落ちてしまう。その眠りは60時間続くと予測され、任務を続行するか地球に引き返すかの決断を迫られる。
やがてクルーたちは無事に目覚めるが、まだ25時間しか経過していない。その後、先の船外活動中にダーク・スターの放射線を浴びた影響でクルーのミハルが錯乱する危機等を乗り越え、船は未知の電波信号を観測する。
それはある惑星から発せられたエネルギー送信機の信号であり、その干渉により船が力場で守られ、ダーク・スターの放射線の影響が軽減されたのだろうと分析する。
イカリエは、船を助けてくれた者たちが住む惑星へと向かうのだった。生命探査の旅の末に「我々が発見されたのだ」と。

## キャスト
- アバイェフ艦長：ズデニェク・シュチェパーネク
- アントニー：フランチシェク・スモリーク
- ニナ：ダナ・メドジツカー
- ブリジタ：イレナ・カチールコヴァー
- マクドナルド副艦長：ラドヴァン・ルカフスキー
- ミハル：オットー・ラツコヴィチ
- ルドルフ・デイル
- ヤロスラフ・マレシュ
- オリンカ・ベローワ

## 関連作品
- 2001年宇宙の旅